# Dajla
Dajla (italijansko Daila) je naselje na Hrvaškem, ki leži ob zalivu/luki Dajla in ki upravno spada pod mesto Novigrad; le-ta pa spada v Istrsko županijo.
Dajla je naselje s pristanom in turistična destinacija v severozahodni Istri. Kraj leži ob zahodni obali Istre, okoli 5 km severno od Novigrada, ob cesti D75, ki povezuje Novigrad, Umag in Savudrijo. Nasproti Dajle oziroma počitniškega naselja v istoimenskem zalivu je naselje Karigador, ki spada v občino Brtonigla.
Pod naselje Dajla spadajo naslednji zaselki oz. deli naselja: Belveder, Stancija Bružada, Šaini, stara Dajla (ob nekdanjem samostanu), nova Dajla nad cesto na vrhu hriba in počitniško naselje (A-B-C) ob zalivu.

## Zgodovina
Med arheološkimi izkopavanji so odkrili ostanke antičnih stavb na katerih temeljih je bila v 5. stoletju zgrajena zgodnjekrščanska cerkev s črno-belim mozaičnim pòdom. Kasneje je bil na istem mestu zgrajen benediktinski samostan. Današnji klasicistični arhitekturni del s cerkvijo, dvorcem, gospodarskimi poslopji in parkom iz leta 1839, ki se razprostira do morske obale je iz časa lastništva koprske plemiške družine Grisoni.

## Demografija
| Pregled števila prebivalcev po letih | Pregled števila prebivalcev po letih | Pregled števila prebivalcev po letih | Pregled števila prebivalcev po letih | Pregled števila prebivalcev po letih | Pregled števila prebivalcev po letih | Pregled števila prebivalcev po letih | Pregled števila prebivalcev po letih | Pregled števila prebivalcev po letih | Pregled števila prebivalcev po letih | Pregled števila prebivalcev po letih | Pregled števila prebivalcev po letih | Pregled števila prebivalcev po letih | Pregled števila prebivalcev po letih | Pregled števila prebivalcev po letih |
| ------------------------------------ | ------------------------------------ | ------------------------------------ | ------------------------------------ | ------------------------------------ | ------------------------------------ | ------------------------------------ | ------------------------------------ | ------------------------------------ | ------------------------------------ | ------------------------------------ | ------------------------------------ | ------------------------------------ | ------------------------------------ | ------------------------------------ |
| 1857                                 | 1869                                 | 1880                                 | 1890                                 | 1900                                 | 1910                                 | 1921                                 | 1931                                 | 1948                                 | 1953                                 | 1961                                 | 1971                                 | 1981                                 | 1991                                 | 2001                                 |
| 0                                    | 0                                    | 196                                  | 228                                  | 242                                  | 289                                  | 0                                    | 297                                  | 419                                  | 272                                  | 316                                  | 354                                  | 364                                  | 307                                  | 364                                  |